# Tikvolike
Tikvolike (lat. Cucurbitales), biljni red iz razreda dvosupnica koji se sastoji od osam porodica: Anisophylleaceae (4 roda s 39 vrsta), Apodanthaceae (3 roda, 26 vrsta), Begoniaceae (begonijevke; 2 roda, 1.601 vrsta), Coriariaceae (1 rod, 16 vrsta), Corynocarpaceae (1 rod, 5 vrsta), Cucurbitaceae (tikvovke sa 134 roda i 965 vrsta), Datiscaceae (1 rod s dvije vrste) i Tetramelaceae (2 roda, s dvije vrste. Najpoznatiji predstavnici su tikve i krastavci čija je pradomovina Novi svijet.
Armen Tahtadžjan je 1997. red Cucurbitales klasificirao nadredu Violanae i podrazredu Dilleniidae. 

## Opis
Cucurbitales su mali red cvjetnica koji sadrži sedam porodica, 129 rodova i 2295 vrsta. Uključuje Begoniaceae, porodicu begonija, sa 60 posto vrsta u redu, i Cucurbitaceae, porodicu tikvi, tikvica i krastavaca, s 90 posto rodova u redu. Osim toga, Cucurbitales uključuje pet malih obitelji: Anisophylleaceae, Jelenji rog ili Coriariaceae, Corynocarpaceae, Datiscaceae i Tetramelaceae.
Cucurbitales je Rosid I red i blizak je Fagales. Vrste iz reda obično imaju vene (žile) na listu koje se šire od baze; sepali i latice često se ne razlikuju oštro. Mnoge vrste imaju donje jajnike, a muški i ženski cvjetovi često se razlikuju, iako obično rastu na istoj biljci.
Cucurbitales je zanimljiv skup porodica. Cucurbitaceae, Datiscaceae i Begoniaceae tradicionalno se stavljaju zajedno, često s drugim porodicama koje imaju ovule na stijenkama jajnika, kao što su Violaceae ili porodica ljubičica. Corynocarpaceae je dugo bila porodica nesigurnog položaja. Prije istraživanja DNK, Coriariaceae je bila povezana s Ranunculaceae zbog svojih zasebnih karpela. Anisophylleaceae je ranije bila povezivana ili uključena u Rhizophoraceae, porodicu koja sada pripada redu Malpighiales, ali je u prošlosti često bila povezivana s redom Myrtales. Cvjetovi nekih Anisophylleaceae nevjerojatno su slični onima nekih Cunoniaceae (red Oxalidales), sve do finih detalja vidljivih tijekom razvoja, ali čini se da je to zbog mješavine postojanosti zajedničkog tlocrta i evolucijske konvergencije.

## Porodice i rodovi
1. Familia Anisophylleaceae Ridl. (59 spp.)
  1. Anisophyllea R. Br. ex Sabine (55 spp.)
  2. Poga Pierre (1 sp.)
  3. Combretocarpus Hook. fil. (1 sp.)
  4. Polygonanthus Ducke (2 spp.)
2. Familia Corynocarpaceae Engl. (5 spp.)
  1. Corynocarpus J. R. Forst. & G. Forst. (5 spp.)
3. Familia Coriariaceae DC. (15 spp.)
  1. Coriaria L. (15 spp.)
4. Familia Tetramelaceae Airy Shaw (2 spp.)
  1. Octomeles Miq. (1 sp.)
  2. Tetrameles R. Br. (1 sp.)
5. Familia Datiscaceae Dumort. (2 spp.)
  1. Datisca L. (2 spp.)
6. Familia Begoniaceae C. Agardh (2085 spp.)
  1. Hillebrandia Oliv. (1 sp.)
  2. Begonia L. (2084 spp.)
7. Familia Cucurbitaceae Juss. (1086 spp.)
  1. Tribus Gomphogyneae Benth. & Hook. fil.
    1. Alsomitra (Blume) M. Roem. (1 sp.)
    2. Bayabusua W. J. J. O. De Wild. (1 sp.)
    3. Gynostemma Blume (17 spp.)
    4. Neoalsomitra Hutch. (14 spp.)
    5. Gomphogyne Griff. (6 spp.)
    6. Hemsleya Cogn. ex F. B. Forbes & Hemsl. (28 spp.)

  2. Tribus Actinostemmateae H. Schaef. & S. S. Renner
    1. Actinostemma Griff. (3 spp.)

  3. Tribus Zanonieae Benth. & Hook. fil.
    1. Gerrardanthus Harv. ex Benth. & Hook. (5 spp.)
    2. Xerosicyos Humbert (6 spp.)
    3. Zanonia L. (2 spp.)
    4. Siolmatra Baill. (2 spp.)

  4. Tribus Triceratieae A. Rich.
    1. Anisosperma Silva Manso (1 sp.)
    2. Fevillea L. (7 spp.)
    3. Cyclantheropsis Harms (3 spp.)
    4. Sicydium Schltdl. (9 spp.)
    5. Pteropepon (Cogn.) Cogn. (6 spp.)

  5. Tribus Indofevilleae H. Schaef. & S. S. Renner
    1. Indofevillea Chatterjee (2 spp.)

  6. Tribus Thladiantheae H. Schaef. & S. S. Renner
    1. Baijiania A. M. Lu & J. Q. Li (1 sp.)
    2. Thladiantha Bunge (26 spp.)
    3. Sinobaijiania C. Jeffrey & W. J. De Wild. (5 spp.)

  7. Tribus Siraitieae H. Schaef. & S. S. Renner
    1. Siraitia Merr. (4 spp.)

  8. Tribus Momordiceae H. Schaef. & S. S. Renner
    1. Momordica L. (49 spp.)

  9. Tribus Joliffieae Schrad.
    1. Cogniauxia Baill. (2 spp.)
    2. Telfairia Hook. (3 spp.)
    3. Ampelosicyos Thouars (5 spp.)

  10. Tribus Bryonieae Dumort.
    1. Ecballium A. Rich. (1 sp.)
    2. Bryonia L. (11 spp.)
    3. Austrobryonia H. Schaef. (4 spp.)

  11. Tribus Sicyoeae Schrad.
    1. Nothoalsomitra Telford (1 sp.)
    2. Luffa Mill. (7 spp.)
    3. Trichosanthes L. (117 spp.)
    4. Hodgsonia Hook. fil. & Thomson (2 spp.)
    5. Linnaeosicyos H. Schaef. & Kocyan (1 sp.)
    6. Cyclanthera Schrad. (47 spp.)
    7. Hanburia Seem. (7 spp.)
    8. Echinopepon Naudin (19 spp.)
    9. Frantzia Pittier (6 spp.)
    10. Sicyos L. (61 spp.)
    11. Sicyosperma A. Gray (1 sp.)
    12. Sicyocaulis Wiggins (1 sp.)
    13. Sechium P. Browne (5 spp.)
    14. Microsechium Naudin (2 spp.)
    15. Parasicyos Dieterle (2 spp.)
    16. Sechiopsis Naudin (5 spp.)
    17. Marah Kellogg (8 spp.)
    18. Echinocystis Torr. & A. Gray (1 sp.)

  12. Tribus Schizopeponeae C. Jeffrey
    1. Schizopepon Maxim. (8 spp.)
    2. Herpetospermum Wall. (4 spp.)

  13. Tribus Coniandreae Endl. ex M. Roem.
    1. Eureiandra Hook. fil. (8 spp.)
    2. Bambekea Cogn. (1 sp.)
    3. Dendrosicyos Balf. fil. (1 sp.)
    4. Trochomeriopsis Cogn. (1 sp.)
    5. Seyrigia Keraudren (6 spp.)
    6. Corallocarpus Welw. ex Benth. & Hook. fil. (14 spp.)
    7. Kedrostis Medik. (23 spp.)
    8. Cucurbitella Walp. (1 sp.)
    9. Apodanthera Arn. (34 spp.)
    10. Melothrianthus Mart. Crov. (1 sp.)
    11. Ibervillea Greene (7 spp.)
    12. Dieterlea Lott (2 spp.)
    13. Tumamoca Rose (2 spp.)
    14. Halosicyos Mart. Crov. (1 sp.)
    15. Ceratosanthes Burm. ex Adans. (9 spp.)
    16. Doyerea Grosourdy (1 sp.)
    17. Wilbrandia Silva Manso (6 spp.)
    18. Helmontia Cogn. (4 spp.)
    19. Psiguria Neck. (9 spp.)
    20. Gurania (Schltdl.) Cogn. (39 spp.)

  14. Tribus Cucurbiteae Dumort.
    1. Polyclathra Bertol. (1 sp.)
    2. Cucurbita L. (17 spp.)
    3. Peponopsis Naudin (1 sp.)
    4. Penelopeia Urb. (2 spp.)
    5. Sicana Naudin (4 spp.)
    6. Calycophysum H. Karst. & Triana (4 spp.)
    7. Cionosicys Griseb. (4 spp.)
    8. Tecunumania Standl. & Steyerm. (2 spp.)
    9. Schizocarpum Schrad. (9 spp.)
    10. Abobra Naudin (1 sp.)
    11. Cayaponia Silva Manso (81 spp.)

  15. Tribus Benincaseae Ser.
    1. Zehneria Endl. (74 spp.)
    2. Papuasicyos Duyfjes (8 spp.)
    3. Scopellaria W. J. De Wild. & Duyfjes (2 spp.)
    4. Citrullus Schrad. ex Eckl. & Zeyh. (7 spp.)
    5. Raphidiocystis Hook. fil. (5 spp.)
    6. Peponium Engl. (20 spp.)
    7. Lagenaria Ser. (6 spp.)
    8. Indomelothria W. J. De Wild. & Duyfjes (2 spp.)
    9. Acanthosicyos Welw. ex Hook. fil. (1 sp.)
    10. Cephalopentandra Chiov. (1 sp.)
    11. Lemurosicyos Keraudren (1 sp.)
    12. Borneosicyos W. J. J. O. De Wild. (1 sp.)
    13. Solena Lour. (2 spp.)
    14. Benincasa Savi (2 spp.)
    15. Blastania Kotschy & Peyr. (2 spp.)
    16. Dactyliandra (Hook. fil.) Hook. fil. (2 spp.)
    17. Ctenolepis Hook. fil. (1 sp.)
    18. Khmeriosicyos W. J. De Wild. & Duyfjes (1 sp.)
    19. Trochomeria Hook. fil. (7 spp.)
    20. Ruthalicia C. Jeffrey (2 spp.)
    21. Melothria L. (15 spp.)
    22. Diplocyclos (Endl.) Post & Kuntze (4 spp.)
    23. Coccinia Wight & Arn. (31 spp.)
    24. Muellerargia Cogn. (2 spp.)
    25. Cucumis L. (62 spp.)
8. Familia Apodanthaceae Tiegh. ex Takht. (12 spp.)
  1. Apodanthes Poit. (1 sp.)
  2. Pilostyles Guill. (11 spp.)